# UniQure N.V.
A uniQure N.V. egy génterápiával foglalkozó gyógyszeripari/biotechnológiai vállalat, amelynek székhelye, Hollandia területén található. A cég részvényeivel a New York-i tőzsdén a NASDAQ-on is kereskednek.

## Főbb termékei
Glybera (lipoprotein lipázhiány gyógyítása AAV vektorral)

## Története
A vállalatot 1998.-ban alapították Amszterdamban (Hollandia).
2012. júliusában az Európai Gyógyszerhatóság engedélyezi a Glybera készítményt. Ez az első kereskedelmi forgalomban kapható génterápiás készítmény a világon.

## Kutatás és fejlesztés
Génterápiás készítmények kutatása és fejlesztését végzik. Legelső piacra bevezetett termékük a Glybera, amely lipoprotein lipázhiány gyógyítására szolgáló  AAV vektoros génterápiás gyógyszer, mely 2012. júliusában kapta meg az Európai Gyógyszerhatóság engedélyét. A vállalat 2017. végén bejelentette, hogy a Hemophilia B típusú genetikai betegségre is sikeres génterápiát készítettek, amellyel jelenleg klinikai fázis III.-ban járnak.